# Storia della Scozia (V secolo-IX secolo)
Questa voce si riferisce alla Storia della Scozia dal V al IX secolo. In questo periodo la Scozia era divisa in una serie di piccoli regni, tra questi i quattro più importanti erano il rengo dei Pitti, quello di Dalriada, quello di Alt Clut e il regno anglo di Bernicia. Alla fine del Ottavo secolo furono fondate alcune colonie vichinghe. Alla fine del Nono secolo la Dinastia Alpin riuscì ad unificare la Scozia, fondando il Regno di Alba.
In questo periodo le popolazioni di lingua brittonica furono sottomesse. Cominciarono ad emergere i popoli di lingua gaelica e germanica.

## Risorse storiografiche
Principali risorse sono i racconti orali e le evidenze archeologiche. Dal Settimo secolo ci sono alcune risorse letterarie come le vite dei santi come le opere di Adamnano di Iona e del Venerabile Beda. In aiuto per ricostruire la storia di questo periodo possono essere l'onomastica, la toponomastica e l'antroponimia, che possono emergere le etnie presenti nella Scozia altomedievale.

## Avvenimenti
All'epoca di Adamnano e Beda, cioè tra il Settimo e l'Ottavo secolo, nella Britannia settentrionale emersero quattro zone d'influenza. Ad est c'erano i Pitti, ad ovest il popolo di Dalriada, di parlata goidelica, a sud il regno brittonico di Alt Clut e a sudest il regno di Bernicia.

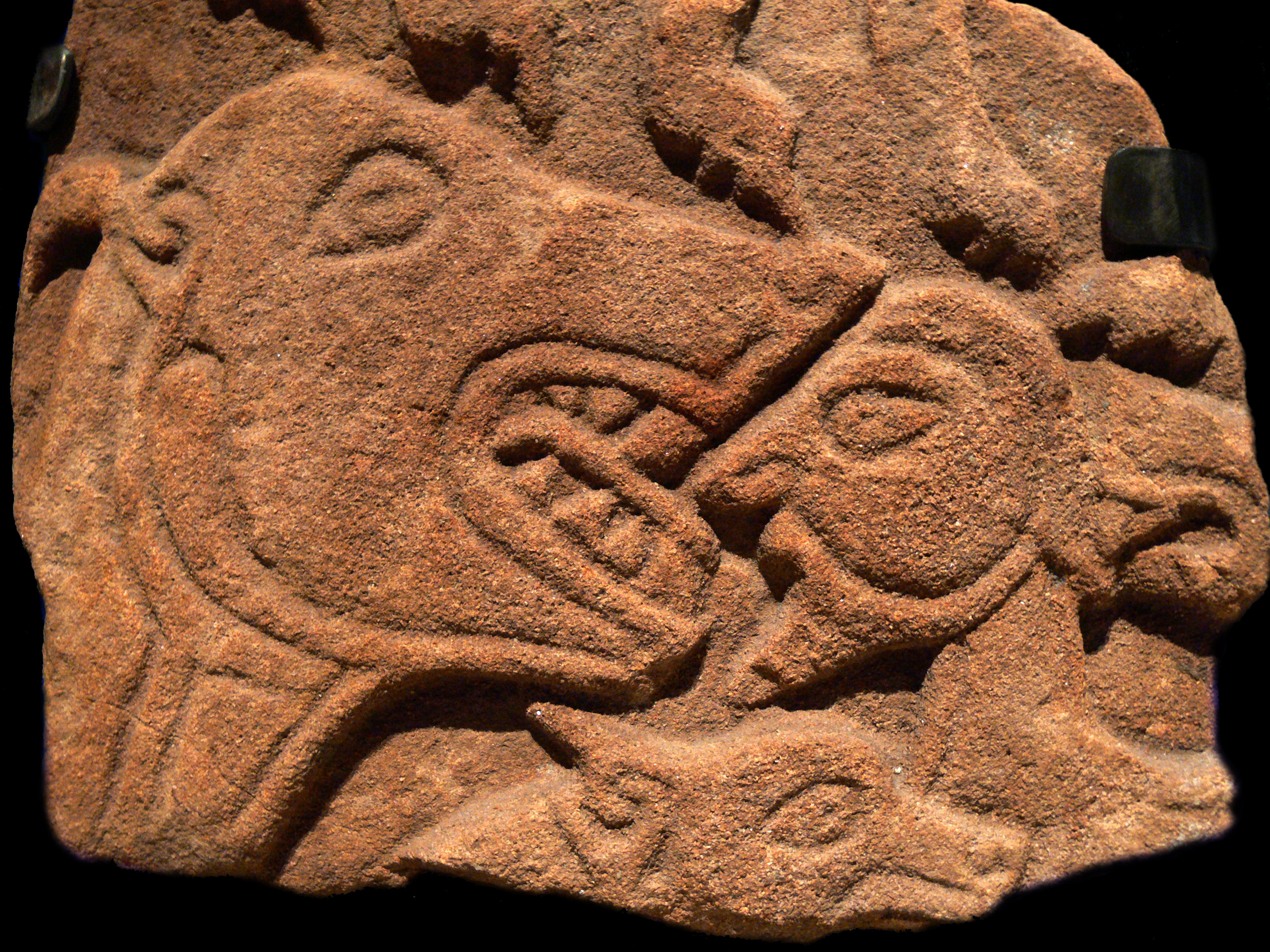
La cosiddetta Daniel Stone, frammento di croce in lastra trovata at Rosemarkie, Easter Ross

La Confederazione dei Pitti si estendeva dal Firth of Forth fino alle Isole Orcadi. Probabilmente discendenti dei Caledoni, i "Picti", cioè uomini dipinti, vennero menzionati in alcuni panegirici romani del Terzo secolo. Il primo re dei Pitti di cui si ha notizia è Bridei mac Maelchon (fine Sesto secolo) e la sua base era il forte di Craig Phadrig vicino a Inverness. Dopo la sua morte la leadership si è spostata a Fortriu. In quel periodo iniziavano le missioni per convertire i Pitti al Cristianesimo. Alla fine del Settimo secolo divenne re dei Pitti Bridei map Beli, probabilmente la sua leadership fu imposta da Alt Clut dove regnava il padre e il fratello. Nel 685 Bridei sconfisse il Regno di Bernicia nella Battaglia di Dunnichen. Sotto il regno di Óengus mac Fergusa, metà Ottavo secolo ,i Ptti raggiunsero il massimo della loro influenza, sconfiggendo Dalriada, invadendo Alt Clut e la Northumbria e stipulando un trattato di pace con gli Anglosassoni. All'inizio del Nono secolo il re Caustantín mac Fergusa dominava Dalriada.

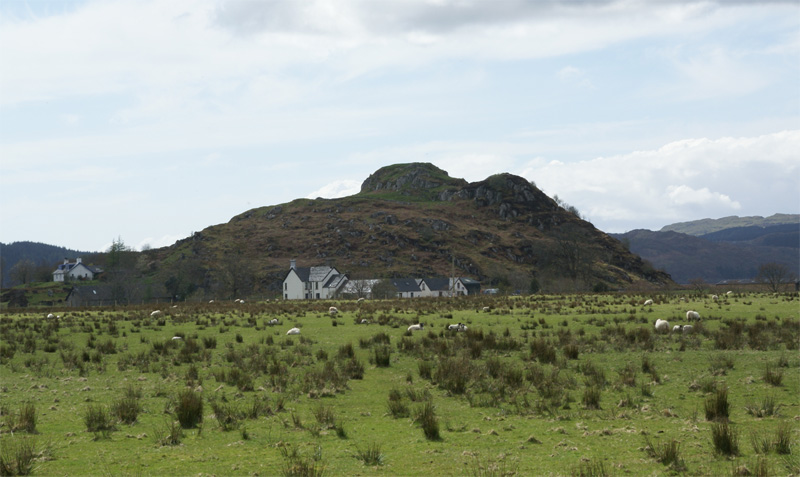
Forte di Dunadd, Kilmartin Glen, forse la capitale di Dalriada.

Il regno gaelico di Dalriada era situato nella costa occidentale della Scozia e nell'Irlanda settentrionale. Aveva come base Dunadd, nelle vicinanze di Kilmartin nell'Argyll and Bute. Tra la fine del Sesto e l'inizio del Settimo secolo Dalriada comprendeva all'incirca l'Argyll and Bute, Lochaber e la Contea di Antrim. Dalriada è stata per lungo tempo considerata come una colonia irlandese in Scozia, tuttavia recenti ricerche archeologiche smentiscono questa tesi. Gli abitanti di Dalriada sono riferiti con il nome latino di Scotti. Nel 563 Columba fondò un monastero a Iona e probabilmente iniziò l'attività di conversione della popolazione locale a Cristianesimo. Dalriada arrivò al suo apice sotto il regno di Áedán mac Gabráin (fine Sesto-inizio Settimo secolo), ma la sua espansione fu bloccata nella Battaglia di Degsastan nel 603 da  Æthelfrith di Northumbria. Nei decenni successivi Dalriada subì diversi rovesci militari sia in Scozia sia in Irlanda, diventando dapprima regno cliente della Northumbria, poi soggetto ai Pitti. Gli storici non sono concordi sulle vicende di Dalriada nell'Ottavo secolo, tuttavia credono a una ripresa sotto il regno di Áed Find.

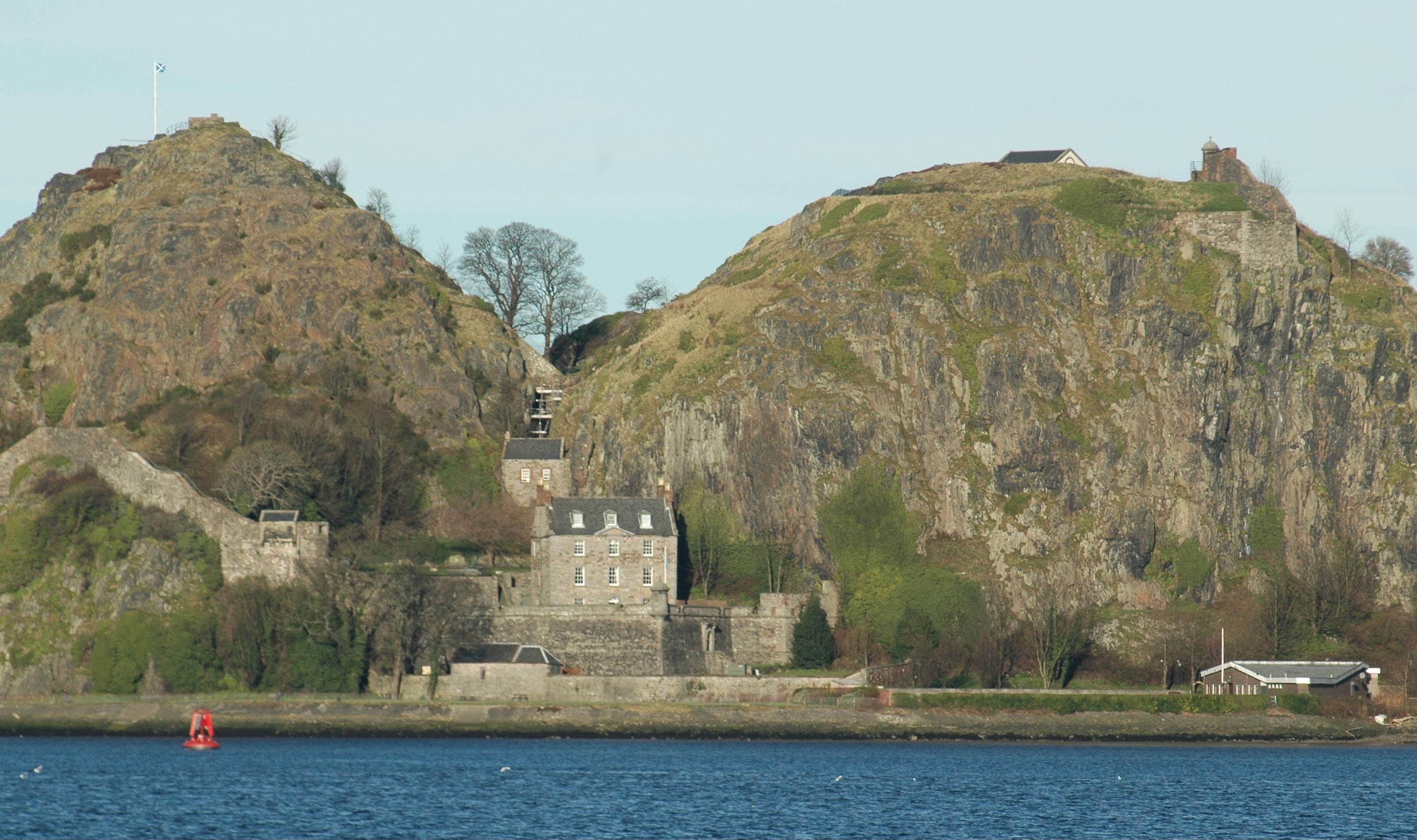
Dumbarton Rock, il forte principale di Strathclyde dal VI secolo all'anno 870 quando fu conquistato dai vichinghi.

L'Alt Clut, o Regno di Strathclyde, ha le sue origini nel popolo dei Damnoni descritto da Claudio Tolomeo in epoca romana. Due sono i re noti dalle fonti più antiche: il primo è il tiranno Ceretic, a cui è destinata una lettera di san Patrizio, e che, secondo un biografo di VII secolo, regnò nel Quinto secolo. Dalla lettera del santo emerge chiaramente come Ceretic fosse un cristiano, come anche la classe dirigente della regione, almeno nominalmente. Il suo discendente Riderch Hael è nominato nella Vita di san Colombano di Adomnán. Dopo il 600, informazioni sui britanni di Alt Clut diventano più frequenti nelle fonti. Tuttavia, gli storici si sono trovati in disaccordo su come interpretarle, producendo anche teorie e interpretazioni molto discordanti le une dalle altre. Nel 642, gli Annali dell'Ulster dicono che i britanni di Alt Clut, guidati da Eugein, figlio di Beli, sconfissero gli uomini di Dál Riata e uccisero Domnall Brecc, nipote di Áedán, nella battaglia di Strathcarron. Questa vittoria è ricordata nel poema Y Gododdin. Gli Annali dell'Ulster riportano due battaglie, per gli inizi dell'VIII secolo, combattute tra Alt Clut e Dál Riata: una a Lorg Ecclet (luogo sconosciuto) nel 711 e l'altra alla "roccia chiamata Minuirc" nel 717. In seguito, sempre in quell secolo, il re dei pitti Óengus condusse almeno tre campagne contro Alt Clut, senza successo. Nel 744 i Pitti agirono da soli, mentre nel 750 Óengus si sarebbe alleato con Eadberht di Northumbria per portare avanti una campagna in cui Talorgan, fratello di Óengus, fu ucciso, anche se i pitti furono pesantemente sconfitti a opera di Teudebur di Alt Clut, forse a Mugdock, vicino a Milngavie. Eadberht avrebbe conquistato la pianura di Kyle verso il 750, attorno all'odierna Ayr, strappandola forse ad Alt Clut. Teudebur morì attorno al 752 e fu probabilmente il figlio Dumnagual a fronteggiare un attacco congiunto di Óengus ed Eadberht nel 756. I Pitti e I Northumbriani assediarono Dumbarton Rock, ottenendo la sottomissione di Dumnagual. Dopo questo evento poco altro si sa su Alt Clut o sui suoi sovrani fino al IX secolo. Alt Clut sarebbe stata presa nel 780, sebbene non si conoscano le circostanze di tale conquista e neppure chi la portò a termine. La città di Dunblane fu presa dagli uomini di Alt Clut nell'849, forse durante il regno di Artgal.

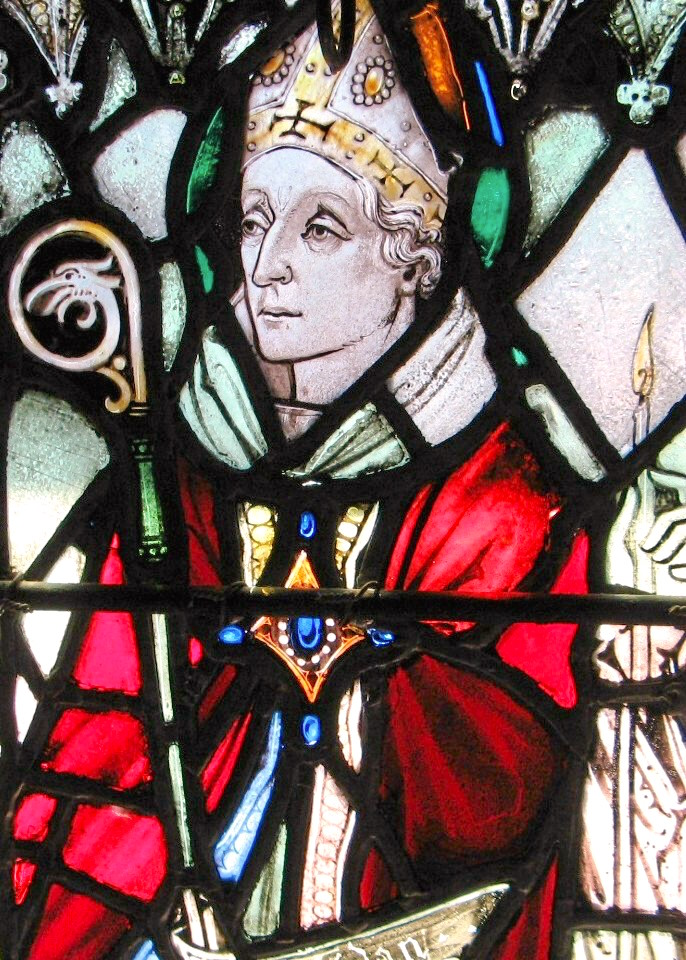
Sant'Aidan, fondatore dell'Abbazia di Lindisfarne.

Dopo la partenza dei romani dalla Britannia, nella zona del confine anglo-scozzese, detto in gallese Yr Hen Ogledd, si formarono i regni di Bryneich, con capitale Bamburgh, e di Gododdin, con base a Din Eidyn. Gli Angli, che erano già stati impiegati come mercenari dai Romani nel Vallo di Adriano, arrivarono nel Bryneich nel Sesto secolo e a un certo punto ne presero il controllo. Il primo re di cui si ha notizia è Ida che assunse il comando nel 547. Attorno all'anno 600 i bretoni di Gododdin tentarono di assalire la fortezza di Catraeth, nello Yorkshire settentrionale, ma vennero sconfitti. La battaglia fu ricordata nel poema Y Gododdin. Nel 604 Etelfrido conquistò la Deira, uccidendo re Etelrico, e formò il Regno di Northumbria. Nel 616 Etelfrido fu sconfitto dagli angli orientali, dopodiché Edwin, figlio di Etelrico regnò in Northumberland. Nel 633 Edwin fu sconfitto nella Battaglia di Hatfield Chase dai gallesi e dai merciani e poi venne ucciso. La Northumbria fu nuovamente divisa e fu governata da due re pagani. Osvaldo, che si convertì al Cristianesimo mentre era in esilio, sconfisse i gallesi nella Battaglia di Heavenfield e riunì nuovamente di due regni. Nel 635 venne fondato il monastero nell'isola di Lindisfarne dal monaco irlandese Aidano. Nel 638 Edimburgo venne attaccata dagli Angli e parte del territorio del Lothian passò sotto controllo della Bernicia. Dopo la morte di Osvlado la Northumbria venne divisa ancora. La Deira aveva sovrani propri, ma sotto controllo della Bernicia. Da quel periodo i sovrani della Northumbria furono Cristiani e, dopo il Sinodo di Whitby, accettarono la supremazia di Roma e Canterbury. Verso la fine del Settimo secolo la Northumbria estese il suo dominio a nord, sconfiggendo i Pitti nella Battaglia di Nechtansmere.

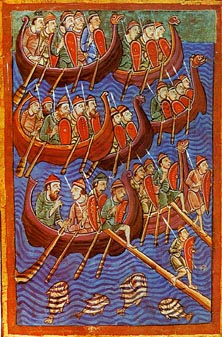
Pescatori danesi, dipinto di metà XII secolo

Dal 793 i Vichinghi iniziarono le incursioni in Scozia. Furono devastati i monasteri di Iona e Lindisfarne. Qualche tempo dopo le Shetland, Orkney e le Isole occidentali caddero nelle loro mani. Nel 839 Eógan mac Óengusa, re di Fortriu, e Áed mac Boanta, re di Dalriada, furono uccisi durante una battaglia contro i Vichinghi. Alcuni gruppi di Vichinghi si insediarono nella Scozia sudoccidentale e si mescolarono con i nativi di origine gaelica. Verso la fine del Nono secolo Ketil Flatnose fondò il Regno dell'isola di Man. Nel frattempo iniziò il processo di fusione dei regni pitti e gaelici che culminò nell'ascesa di Kenneth MacAlpin a metà del Nono secolo. I Vichinghi conquistarono la Northumbria, nel 867 assediarono il forte brittonica di Dumbarton tre anni dopo. e, successivamente, conquistarono gran parte dell'Inghilterra. I regni pitto-gaelici si trovarono così circondati. I discendenti di Kenneth avevano il titolo di "Re dei Pitti" o "Re di Fortriu". Furono cacciati nel 878 quando Heth MacKenneth fu ucciso da Giric mac Dúngail, però tornarono nel 889 alla morte di questi. Quando Donald MacConstantine, successore di Kenneth, morì nel 900 al Castello di Dunnottar fu il primo sovrano ad essere menzionato come Re di Alba. Chiamato in gaelico come "Alba", in latino "Scotia" e in inglese "Scotland", il regno di Donald fu il nucleo da cui il regno scozzese si espanse una volta che il dominio scozzese svanì.